# Vuelta a España 2024
Vuelta a España 2024 var den 79:e upplagan av det spanska etapploppet Vuelta a España. Cykelloppets 21 etapper kördes mellan den 17 augusti och 8 september 2024 med start i Lissabon i Portugal och målgång i Madrid. Loppet var en del av UCI World Tour 2024 och vanns av slovenske Primož Roglič från cykelstallet Red Bull–Bora–Hansgrohe. Det var fjärde gången han vann Vuelta a España.

## Deltagande lag
| WorldTeams (18)- Decathlon-AG2R La Mondiale - Alpecin-Deceuninck - Arkéa-B&B Hotels - Astana Qazaqstan Team - Bahrain Victorious - Red Bull-Bora-Hansgrohe - Cofidis - EF Education-EasyPost - Groupama-FDJ - Ineos Grenadiers - Intermarché-Wanty - Team Visma \| Lease a Bike - Lidl-Trek - Movistar Team - Soudal Quick-Step - Team dsm-firmenich PostNL - Team Jayco AlUla - UAE Team Emirates ProTeams (4)- Lotto Dstny - Equipo Kern Pharma - Euskaltel-Euskadi - Israel-Premier Tech |
| |

## Etapper
| Etapp | Datum  | Start – mål                                                            | type        | Distans (km) | Etappvinnare    | Totalledare     |
| ----- | ------ | ---------------------------------------------------------------------- | ----------- | ------------ | --------------- | --------------- |
| 1     | 17 aug | Lissabon – Oeiras                                                      | Tempoetapp  | 12           | Brandon McNulty | Brandon McNulty |
| 2     | 18 aug | Cascais – Ourém                                                        |             | 194          | Kaden Groves    | Wout van Aert   |
| 3     | 19 aug | Lousã – Castelo Branco                                                 |             | 191,2        | Wout van Aert   | Wout van Aert   |
| 4     | 20 aug | Plasencia – La Villuerca                                               | Bergsetapp  | 170,5        | Primož Roglič   | Primož Roglič   |
| 5     | 21 aug | Fuente del Maestre – Sevilla                                           | Flack etapp | 177          | Pavel Bittner   | Primož Roglič   |
| 6     | 22 aug | Jerez de la Frontera – Yunquera                                        | Kuperat     | 185,5        | Ben O'Connor    | Ben O'Connor    |
| 7     | 23 aug | Archidona – Córdoba                                                    |             | 180,5        | Wout van Aert   | Ben O'Connor    |
| 8     | 24 aug | Úbeda – Cazorla                                                        | Kuperat     | 159          | Primož Roglič   | Ben O'Connor    |
| 9     | 25 aug | Motril – Granada                                                       | Bergsetapp  | 178,5        | Adam Yates      | Ben O'Connor    |
|       | 26 aug | Vilodag                                                                | Vilodag     |              |                 |                 |
| 10    | 27 aug | Ponteareas – Baiona                                                    | Bergsetapp  | 160          | Wout van Aert   | Ben O'Connor    |
| 11    | 28 aug | Padrón – Padrón                                                        | Kuperat     | 166,5        | Edward Dunbar   | Ben O'Connor    |
| 12    | 29 aug | Ourense – Mount Cabeza de Manzaneda                                    |             | 137,5        | Pablo Castrillo | Ben O'Connor    |
| 13    | 30 aug | Lugo – Puerto de Ancares                                               | Bergsetapp  | 176          | Michael Woods   | Ben O'Connor    |
| 14    | 31 aug | Villafranca del Bierzo – Villablino                                    | Kuperat     | 200,5        | Kaden Groves    | Ben O'Connor    |
| 15    | 1 sep  | L'Infiestu – Valgrande-Pajares                                         | Bergsetapp  | 143          | Pablo Castrillo | Ben O'Connor    |
|       | 2 sep  | Vilodag                                                                | Vilodag     |              |                 |                 |
| 16    | 3 sep  | Luanco – Lagos de Covadonga                                            | Bergsetapp  | 181,5        | Marc Soler      | Ben O'Connor    |
| 17    | 4 sep  | Arnuero – Santander                                                    | Kuperat     | 141,5        | Kaden Groves    | Ben O'Connor    |
| 18    | 5 sep  | Vitoria-Gasteiz – Maestu                                               | Kuperat     | 179,5        | Urko Berrade    | Ben O'Connor    |
| 19    | 6 sep  | Logroño – Moncalvillo                                                  |             | 173,5        | Primož Roglič   | Primož Roglič   |
| 20    | 7 sep  | Villarcayo de Merindad de Castilla la Vieja – Espinosa de los Monteros | Bergsetapp  | 172          | Edward Dunbar   | Primož Roglič   |
| 21    | 8 sep  | Distrito Telefónica – Madrid                                           | Tempoetapp  | 24,6         | Stefan Küng     | Primož Roglič   |

## Resultat

### Sammanlagt
| \| Totaltävlingen \| Totaltävlingen \| Totaltävlingen \| Totaltävlingen \| Totaltävlingen \| \| Cyklist \| Cyklist \| Lag \| Tid \| \| \| -------------- \| ------------------ \| -------------------------- \| -------------- \| -------------- \| \| 1. \| Primož Roglič \| Red Bull-Bora-Hansgrohe \| 81t 49' 18" \| \| \| 2. \| Ben O'Connor \| Decathlon-AG2R La Mondiale \| + 2' 36" \| \| \| 3. \| Enric Mas \| Movistar Team \| + 3' 13" \| \| \| 4. \| Richard Carapaz \| EF Education-EasyPost \| + 4' 02" \| \| \| 5. \| Mattias Skjelmose \| Lidl-Trek \| + 5' 49" \| \| \| 6. \| David Gaudu \| Groupama-FDJ \| + 6' 32" \| \| \| 7. \| Florian Lipowitz \| Red Bull-Bora-Hansgrohe \| + 7' 05" \| \| \| 8. \| Mikel Landa \| Soudal Quick-Step \| + 8' 48" \| \| \| 9. \| Pavel Sivakov \| UAE Team Emirates \| + 10' 04" \| \| \| 10. \| Carlos Rodríguez \| Ineos Grenadiers \| + 11' 19" \| \| \| 11. \| Edward Dunbar \| Team Jayco AlUla \| + 14' 40" \| \| \| 12. \| Adam Yates \| UAE Team Emirates \| + 15' 40" \| \| \| 13. \| Cristián Rodríguez \| Arkéa-B&B Hotels \| + 1' 58" \| \| \| 14. \| Sepp Kuss \| Team Visma \\| Lease a Bike \| + 20' 25" \| \| \| 15. \| Guillaume Martin \| Cofidis \| + 31' 04" \| \| \| 16. \| Lorenzo Fortunato \| Astana Qazaqstan Team \| + 37' 23" \| \| \| 17. \| José Félix Parra \| Equipo Kern Pharma \| + 51' 33" \| \| \| 18. \| Aleksandr Vlasov \| Red Bull-Bora-Hansgrohe \| + 55' 05" \| \| \| 19. \| Steven Kruijswijk \| Team Visma \\| Lease a Bike \| + 1t 01' 53" \| \| \| 20. \| Clément Berthet \| Decathlon-AG2R La Mondiale \| + 1t 04' 13" \| \| |                    |                            |              |
| |                    |                            |              |
| Källa: ProCyclingStats |                    |                            |              |
| Totaltävlingen |                    |                            |              |
| Cyklist | Cyklist            | Lag                        | Tid          |
| 1. | Primož Roglič      | Red Bull-Bora-Hansgrohe    | 81t 49' 18"  |
| 2. | Ben O'Connor       | Decathlon-AG2R La Mondiale | + 2' 36"     |
| 3. | Enric Mas          | Movistar Team              | + 3' 13"     |
| 4. | Richard Carapaz    | EF Education-EasyPost      | + 4' 02"     |
| 5. | Mattias Skjelmose  | Lidl-Trek                  | + 5' 49"     |
| 6. | David Gaudu        | Groupama-FDJ               | + 6' 32"     |
| 7. | Florian Lipowitz   | Red Bull-Bora-Hansgrohe    | + 7' 05"     |
| 8. | Mikel Landa        | Soudal Quick-Step          | + 8' 48"     |
| 9. | Pavel Sivakov      | UAE Team Emirates          | + 10' 04"    |
| 10. | Carlos Rodríguez   | Ineos Grenadiers           | + 11' 19"    |
| 11. | Edward Dunbar      | Team Jayco AlUla           | + 14' 40"    |
| 12. | Adam Yates         | UAE Team Emirates          | + 15' 40"    |
| 13. | Cristián Rodríguez | Arkéa-B&B Hotels           | + 1' 58"     |
| 14. | Sepp Kuss          | Team Visma \| Lease a Bike | + 20' 25"    |
| 15. | Guillaume Martin   | Cofidis                    | + 31' 04"    |
| 16. | Lorenzo Fortunato  | Astana Qazaqstan Team      | + 37' 23"    |
| 17. | José Félix Parra   | Equipo Kern Pharma         | + 51' 33"    |
| 18. | Aleksandr Vlasov   | Red Bull-Bora-Hansgrohe    | + 55' 05"    |
| 19. | Steven Kruijswijk  | Team Visma \| Lease a Bike | + 1t 01' 53" |
| 20. | Clément Berthet    | Decathlon-AG2R La Mondiale | + 1t 04' 13" |

### Övriga tävlingar
| Poängtävlingen | Poängtävlingen  | Poängtävlingen            | Poängtävlingen | Poängtävlingen |
| Cyklist        | Cyklist         | Lag                       | Poäng          |                |
| -------------- | --------------- | ------------------------- | -------------- | -------------- |
| 1.             | Kaden Groves    | Alpecin-Deceuninck        | 226 poäng      |                |
| 2.             | Primož Roglič   | Red Bull-Bora-Hansgrohe   | 140 poäng      |                |
| 3.             | Max Poole       | Team dsm-firmenich PostNL | 118 poäng      |                |
| 4.             | Pablo Castrillo | Equipo Kern Pharma        | 117 poäng      |                |
| 5.             | Mathias Vacek   | Lidl-Trek                 | 110 poäng      |                |
| 6.             | Pavel Bittner   | Team dsm-firmenich PostNL | 106 poäng      |                |
| 7.             | Enric Mas       | Movistar Team             | 102 poäng      |                |
| 8.             | Mauro Schmid    | Team Jayco AlUla          | 100 poäng      |                |
| 9.             | Stefan Küng     | Groupama-FDJ              | 99 poäng       |                |
| 10.            | Marc Soler      | UAE Team Emirates         | 98 poäng       |                |

| Poängtävlingen | Poängtävlingen  | Poängtävlingen            | Poängtävlingen | Poängtävlingen |
| Cyklist        | Cyklist         | Lag                       | Poäng          |                |
| -------------- | --------------- | ------------------------- | -------------- | -------------- |
| 1.             | Kaden Groves    | Alpecin-Deceuninck        | 226 poäng      |                |
| 2.             | Primož Roglič   | Red Bull-Bora-Hansgrohe   | 140 poäng      |                |
| 3.             | Max Poole       | Team dsm-firmenich PostNL | 118 poäng      |                |
| 4.             | Pablo Castrillo | Equipo Kern Pharma        | 117 poäng      |                |
| 5.             | Mathias Vacek   | Lidl-Trek                 | 110 poäng      |                |
| 6.             | Pavel Bittner   | Team dsm-firmenich PostNL | 106 poäng      |                |
| 7.             | Enric Mas       | Movistar Team             | 102 poäng      |                |
| 8.             | Mauro Schmid    | Team Jayco AlUla          | 100 poäng      |                |
| 9.             | Stefan Küng     | Groupama-FDJ              | 99 poäng       |                |
| 10.            | Marc Soler      | UAE Team Emirates         | 98 poäng       |                |

| Bergstävlingen | Bergstävlingen   | Bergstävlingen          | Bergstävlingen | Bergstävlingen |
| Cyklist        | Cyklist          | Lag                     | Poäng          |                |
| -------------- | ---------------- | ----------------------- | -------------- | -------------- |
| 1.             | Jay Vine         | UAE Team Emirates       | 78 poäng       |                |
| 2.             | Marc Soler       | UAE Team Emirates       | 76 poäng       |                |
| 3.             | Pablo Castrillo  | Equipo Kern Pharma      | 43 poäng       |                |
| 4.             | Primož Roglič    | Red Bull-Bora-Hansgrohe | 32 poäng       |                |
| 5.             | Marco Frigo      | Israel-Premier Tech     | 32 poäng       |                |
| 6.             | Enric Mas        | Movistar Team           | 28 poäng       |                |
| 7.             | Filippo Zana     | Team Jayco AlUla        | 27 poäng       |                |
| 8.             | Pavel Sivakov    | UAE Team Emirates       | 26 poäng       |                |
| 9.             | Aleksandr Vlasov | Red Bull-Bora-Hansgrohe | 25 poäng       |                |
| 10.            | David Gaudu      | Groupama-FDJ            | 24 poäng       |                |

| Bergstävlingen | Bergstävlingen   | Bergstävlingen          | Bergstävlingen | Bergstävlingen |
| Cyklist        | Cyklist          | Lag                     | Poäng          |                |
| -------------- | ---------------- | ----------------------- | -------------- | -------------- |
| 1.             | Jay Vine         | UAE Team Emirates       | 78 poäng       |                |
| 2.             | Marc Soler       | UAE Team Emirates       | 76 poäng       |                |
| 3.             | Pablo Castrillo  | Equipo Kern Pharma      | 43 poäng       |                |
| 4.             | Primož Roglič    | Red Bull-Bora-Hansgrohe | 32 poäng       |                |
| 5.             | Marco Frigo      | Israel-Premier Tech     | 32 poäng       |                |
| 6.             | Enric Mas        | Movistar Team           | 28 poäng       |                |
| 7.             | Filippo Zana     | Team Jayco AlUla        | 27 poäng       |                |
| 8.             | Pavel Sivakov    | UAE Team Emirates       | 26 poäng       |                |
| 9.             | Aleksandr Vlasov | Red Bull-Bora-Hansgrohe | 25 poäng       |                |
| 10.            | David Gaudu      | Groupama-FDJ            | 24 poäng       |                |

| Ungdomstävlingen | Ungdomstävlingen       | Ungdomstävlingen           | Ungdomstävlingen | Ungdomstävlingen |
| Cyklist          | Cyklist                | Lag                        | Tid              |                  |
| ---------------- | ---------------------- | -------------------------- | ---------------- | ---------------- |
| 1.               | Mattias Skjelmose      | Lidl-Trek                  | 81t 55' 07"      |                  |
| 2.               | Florian Lipowitz       | Red Bull-Bora-Hansgrohe    | + 1' 16"         |                  |
| 3.               | Carlos Rodríguez       | Ineos Grenadiers           | + 5' 30"         |                  |
| 4.               | Matthew Riccitello     | Israel-Premier Tech        | + 1t 40' 48"     |                  |
| 5.               | Max Poole              | Team dsm-firmenich PostNL  | + 1t 50' 46"     |                  |
| 6.               | Isaac Del Toro         | UAE Team Emirates          | + 1t 51' 38"     |                  |
| 7.               | Giovanni Aleotti       | Red Bull-Bora-Hansgrohe    | + 1t 54' 14"     |                  |
| 8.               | William Junior Lecerf  | Soudal Quick-Step          | + 2t 09' 35"     |                  |
| 9.               | Valentin Paret-Peintre | Decathlon-AG2R La Mondiale | + 2t 12' 06"     |                  |
| 10.              | Gianmarco Garofoli     | Astana Qazaqstan Team      | + 2t 16' 36"     |                  |

| Ungdomstävlingen | Ungdomstävlingen       | Ungdomstävlingen           | Ungdomstävlingen | Ungdomstävlingen |
| Cyklist          | Cyklist                | Lag                        | Tid              |                  |
| ---------------- | ---------------------- | -------------------------- | ---------------- | ---------------- |
| 1.               | Mattias Skjelmose      | Lidl-Trek                  | 81t 55' 07"      |                  |
| 2.               | Florian Lipowitz       | Red Bull-Bora-Hansgrohe    | + 1' 16"         |                  |
| 3.               | Carlos Rodríguez       | Ineos Grenadiers           | + 5' 30"         |                  |
| 4.               | Matthew Riccitello     | Israel-Premier Tech        | + 1t 40' 48"     |                  |
| 5.               | Max Poole              | Team dsm-firmenich PostNL  | + 1t 50' 46"     |                  |
| 6.               | Isaac Del Toro         | UAE Team Emirates          | + 1t 51' 38"     |                  |
| 7.               | Giovanni Aleotti       | Red Bull-Bora-Hansgrohe    | + 1t 54' 14"     |                  |
| 8.               | William Junior Lecerf  | Soudal Quick-Step          | + 2t 09' 35"     |                  |
| 9.               | Valentin Paret-Peintre | Decathlon-AG2R La Mondiale | + 2t 12' 06"     |                  |
| 10.              | Gianmarco Garofoli     | Astana Qazaqstan Team      | + 2t 16' 36"     |                  |

| Lagtävlingen | Lagtävlingen               | Lagtävlingen | Lagtävlingen |
| Lag          | Lag                        | Tid          |              |
| ------------ | -------------------------- | ------------ | ------------ |
| 1.           | UAE Team Emirates          | 245t 12' 58" |              |
| 2.           | Red Bull-Bora-Hansgrohe    | + 33' 53"    |              |
| 3.           | Decathlon-AG2R La Mondiale | + 1t 23' 09" |              |
| 4.           | Team Visma \| Lease a Bike | + 1t 53' 33" |              |
| 5.           | Groupama-FDJ               | + 2t 16' 51" |              |
| 6.           | Soudal Quick-Step          | + 2t 28' 28" |              |
| 7.           | Movistar Team              | + 2t 47' 49" |              |
| 8.           | Lidl-Trek                  | + 2t 47' 58" |              |
| 9.           | Equipo Kern Pharma         | + 2t 55' 08" |              |
| 10.          | Ineos Grenadiers           | + 3t 18' 42" |              |

| Lagtävlingen | Lagtävlingen               | Lagtävlingen | Lagtävlingen |
| Lag          | Lag                        | Tid          |              |
| ------------ | -------------------------- | ------------ | ------------ |
| 1.           | UAE Team Emirates          | 245t 12' 58" |              |
| 2.           | Red Bull-Bora-Hansgrohe    | + 33' 53"    |              |
| 3.           | Decathlon-AG2R La Mondiale | + 1t 23' 09" |              |
| 4.           | Team Visma \| Lease a Bike | + 1t 53' 33" |              |
| 5.           | Groupama-FDJ               | + 2t 16' 51" |              |
| 6.           | Soudal Quick-Step          | + 2t 28' 28" |              |
| 7.           | Movistar Team              | + 2t 47' 49" |              |
| 8.           | Lidl-Trek                  | + 2t 47' 58" |              |
| 9.           | Equipo Kern Pharma         | + 2t 55' 08" |              |
| 10.          | Ineos Grenadiers           | + 3t 18' 42" |              |